# Марквард Йохан Вилхелм Маршал фон Папенхайм
Марквард Йохан Вилхелм Маршал фон Папенхайм (на немски: Marquard Johann Wilhelm Marshall von Pappenheim; * 1 март 1652; † 30 юни 1686 в Щулвайсенбург в Унгария) е имперски наследствен маршал от стария благороднически род Маршал фон Папенхайм в Бавария.
Той е син на граф Волфганг Филип фон Папенхайм (1618 – 1671) и съпругата му Марта Елизабет фон Вестернах, дъщеря на Йохан Кристоф фон Вестернах-Лауфенберг († сл. 1592) и Анна фон Папенхайм († сл. 1651), дъщеря на Филип Томас фон Папенхайм (1569 – 1634) и Елеонора фон Зекендорф.
Марквард е убит на 34 години в битка на 30 юни 1686 г. в Щулвайсенбург (Székesfehérvár) в Унгария.

## Фамилия
Марквард Маршал фон Папенхайм се жени на 21 януари 1679 г. за Мария Розина Констанция Шенк фон Щауфенберг (* 1649; † 4 август 1683 в Папенхайм), дъщеря на Ханс Зигизмунд Шенк фон Щауфенберг (1607 – 1678/1679) и Маргарета Урсула Шенк фон Гайерн (* 1618). Тя умира на ок. 34 години. Те имат една дъщеря и три сина:
- Мария Елизабет Сидония Маршал фон Папенхайм (* 17 септември 1680; † 20 април 1734, Фрайбург), омъжена на 27 септември 1697 г. за фрайхер Фердинанд Хартман фон Зикинген-Хоенбург (* 1 януари 1673 във Фрайбург; † 29 август 1743 във Фрайбург в Брайзгау)
- Йохан Адам Себастиан Бартоломеус Маршал фон Папенхайм (* 13 август 1681; † 19 октомвит 1681)
- Йохан Филип Ксавер Серватиус Маршал фон Папенхайм (* 11 май 1682; † 26 септември 1682)
- Баптист Адам Йозеф Маршал фон Папенхайм (* 1683; † 1683)

Марквард Йохан Вилхелм Маршал фон Папенхайм се жени втори път за Мария Елизабет Аделхайд фон Хасланг, дъщеря на фрайхер Йохан Хайнрих фон Хасланг и фрайин Барбара фон Хасланг. Бракът е бездетен.
Вдовицата му Мария Елизабет Аделхайд фон Хасланг се омъжва втори път на 13 ноември 1689 г. за фрайхер Йохан Кристоф Екхер фон Капфинг и Лихтенег.